# Bhikhiwind
Bhikhiwind là một thị xã và là một nagar panchayat của quận Amritsar thuộc bang Punjab, Ấn Độ.

## Nhân khẩu
Theo điều tra dân số năm 2001 của Ấn Độ, Bhikhiwind có dân số 10.269 người. Phái nam chiếm 53% tổng số dân và phái nữ chiếm 47%. Bhikhiwind có tỷ lệ 66% biết đọc biết viết, cao hơn tỷ lệ trung bình toàn quốc là 59,5%: tỷ lệ cho phái nam là 71%, và tỷ lệ cho phái nữ là 60%. Tại Bhikhiwind, 14% dân số nhỏ hơn 6 tuổi.